# Gypsy Rose Lee
Gypsy Rose Lee, född Rose Louise Hovick 8 januari 1911 i Seattle, Washington, död 26 april 1970 i Los Angeles, Kalifornien, var en amerikansk burleskartist, skådespelare och författare.
Lee scendebuterade som fyraåring och arbetade sedan på varietéer tillsammans med sin lillasyster, June Havoc, som "Madame Rose's Dancing Daughters". Under 1930-talet var hon burleskens okrönta drottning och sin tids mest kända strippa. 
Gypsy Rose Lee skrev två romaner, en av dem var The G-String Murders, på svenska 1951 med titeln Döden väntar i kulissen, filmatiserad 1943 med titeln Mord i baletten. (Boken spökskrevs dock av författaren Craig Rice. Den svenska nyutgåvan 1977 gavs ut i Rices namn.) En annan var memoarboken Gypsy, som 1959 blev en Broadwaymusikal med samma namn och senare film, 1962 med Natalie Wood i huvudrollen som Rose och 1993 som TV-film med Bette Midler som Rose. 
Lee uppträdde sporadiskt i film, fram till 1943 under sitt egentliga namn Louise Hovick.
Gypsy Rose Lee var gift tre gånger samt hade flera kärleksaffärer, bland annat med Michael Todd och Otto Preminger; den senare var far till hennes enda barn, en son född 1944.
Hon var även ordförande i den antifascistiska organisationen The Spanish Refugee Relief Campaign.

## Filmografi i urval
- You Can't Have Everything (1937)
- Karnevalens drottning (1938)
- Den stora stjärnparaden (1943)
- Belle of the Yukon (1944)
- Wind Across the Everglades (1958)
- Inga rosor åt bruden (1963)